# Koji Gyotoku
Koji Gyotoku (født 28. januar 1965) er en japansk fodboldspiller. Han var i perioden 2008-2010 træner for Bhutans fodboldlandshold.